# Kleine bruine bekerzwam
De kleine bruine bekerzwam (Humaria hemisphaerica) is een schimmel behorend tot de familie Pyronemataceae. Hij groeit van de zomer tot in de herfst. Hij vormt een ectomycorrhiza en gaat een symbiose aan met vaatplanten. Hij groeit vaak in groepen op de grond in loof- en naaldbossen. Soms groeit de soort ook op verrot hout.

## Kenmerken

### Uiterlijke kenmerken
De vruchtlichamen (apothecia) heeft een diameter van 0,3 tot 3 cm en een wasachtige en enigszins taaie consistentie. De vorm is bijna halfbolvormig die zich vervolgens later als een komvorm uitspreid. De buitenkant is bruin en borstelig behaard. Het binnenste sporendragende oppervlak (hymenfoor) is witachtig of grijsachtig, glad. Hij is niet eetbaar. Onder de microscoop zijn de haren gesepteerd, met een scherp uiteinde, dikwandig.
De sporenprint is wit. 

### Microscopische kenmerken
De bruine haren zijn 400-500 × 15-20 µm groot. De asci, kleuren niet blauw met iodine, zijn cilindrisch en meten 230–350 × 19–23 µm. De sporen zijn ellipsvormig, hyaliene en bedekt met fijnwrattig, die pas zichtbaar zijn na kleuring, met twee oliedruppels en de sporenmaat is 20–22 × 10–11 µm. Parafysen zijn draadvormig.

## Verspreiding
De kleine bruine bekerzwam is inheems in Noord-Amerika en Europa en relatief vaak voor. In Nederland komt hij algemeen voor. Hij staat niet op de rode lijst en is niet bedreigd.

## Soortgelijke soorten
Er zijn verschillende andere bekerzwammen met harige buitenkant die kunnen worden verward met H. hemisphaerica. Jafnea semitotsa is groter (2-5 cm diameter) met een bruine binnenkant en een korte steel. Trichophaea boudieri en Trichophaea bullata zijn kleiner (1-6 mm diameter). Trichophaea abundans is een andere kleine soort die het liefst groeit in verbrande gebieden.

## Naamgeving
De soortnaam werd gepubliceerd in 1780 door Friedrich Heinrich Wiggers als Peziza hemisphaerica. Elias Magnus Fries beschouwde ze als een Lachnia, een geslacht waaraan hij harige bekerzwammen toewees. In 1870 erkende Leopold Fuckel de soort als behorend tot Humaria.